# Троян Надія Вікторівна
Надія Вікторівна Троян (24 жовтня 1921 — 7 вересня 2011) — Герой Радянського Союзу (1943). Розвідниця і партизанка у роки Німецько-радянської війни. Після війни на посаді директора НДІ санітарного просвітництва Міністерства охорони здоров'я СРСР, кандидат медичних наук.

## Життєпис
Народилась 24 жовтня 1921 року в місті Верхньодвінськ (зараз у Вітебській області Білорусі) у родині службовця. Білоруска. Закінчила 10 класів. Комсомолка.
З початком німецько-радянської війни на підпільній роботі у місті Смолевичі. Брала участь у створені на торфозаводі підпільної комсомольської організації, члени котрої збирали розвіддані про ворога, поповнювали ряди партизан, надавали допомогу їх сім'ям, писали і розклеювали листівки.
З червня 1942 року — розвідниця і медсестра партизанського загону «Буря» Смолевицького району , 4-ї партизанської бригади «Дядя Коля» Мінської області. Брала участь у підриванні мостів, нападах на ворожі обози.
Найвідоміше завдання Н. Троян — вербування О.Мазаник — покоївки генерального комісара Білорусі Вільгельма Кубе для його вбивства.
Після війни, в 1947 році закінчила 1-й Московський медичний інститут.
Працювала директором НДІ санітарного просвітництва Міністерства охорони здоров'я. Була членом президії Радянського комітету ветеранів війни, член Комітету захисту миру. Член виконкому Союзу громад Червоного Хреста і червоного Півмісяця СРСР.
Жила у Москві. Померла 7 вересня 2011 року.

## Праці
- «Советский красный Крест в годи Великой Отечественной войны». М., 1975

## Нагороди
10 жовтня 1943 року Надії Вікторівні Троян присвоєно звання Герой Радянського Союзу.
Також нагороджена:
- орденом Леніна (18 серпня 1945)
- 2-ма орденами Трудового Червоного Прапора
- орденом Вітчизняної війни 1-го ступеня
- орденом Червоної Зірки
- медалями